# Climent IV
Climent IV (Sant Geli, devers 1190/1200 - Viterbo, 29 de novembre de 1268) fou papa de l'Església Catòlica del 1265 al 1268.
Va néixer Guiu Folc, més tard conegut com a Guiu el Gras (francès Guy Foulques) en una família propietaris modestes. El pare, Pierre Foucois, era jurista al servei de Ramon V de Tolosa. A la mort de la seva esposa, Pierre es va fer monjo al monestir mare de Ordre des Chartreux a Saint-Pierre-de-Chartreuse, on va morir el 1210.

## Carrera civil
Mentrestant, Guiu va seguir les traces del pare i va estudiar dret a París. No se sap gaire d'aquesta època de la seva vida. El 1234 ja s'havia establert com un jurista de renom al Llenguadoc i la França meridional, a la qual el rei de França volia reforçar el seu poder. Hi va resoldre unes causes importants entre senyors feudals i funcionaris de l'església. Devers 1241 s'està a la cort de Ramon VII de Tolosa. En aquest període s'estat a Sant Gèli. Era present quan el 1249 els nobles van jurar fidelitat a Blanca de Castella, regenta del rei Lluís IX de França que aleshores era en croada. Va assistir Alfons de Poitiers, germà de Lluís IX, per resoldre els inconventients del testament de Ramon VII a profit d'Alfons. Quan Lluís IX va retornar de croada, el va ajudar a assentar el seu poder al sud de França a Besiers i la província de Narbona. Es va establir com a conseller jurídic de la Inquisició.

## Carrera eclesiàstica
En aquesta època, a una data desconeguda, la seva esposa va morir. Dels mants fills que van tenir, només dues filles eren encara viues en aquest moment. Aleshores va optar per a la carrera esclesiàstica, ans al contrari de son pare, no com a monjo, però com a clergue secular. La data exacta d'aquest canvia roman desconeguda, però el seu estatut de clergue és confirmat en documents des de 1255.
L'11 de juny de 1257, va ser elegit bisbe pel capítol de la diòcesi de Lo Puèi de Velai i va ser instal·lat el gener de 1258. Ja el 10 d'octubre del 1259 el capítol el va elegir com a arquebisbe de Narbona. Finalment, el desembre de 1261 el nou papa Urbà IV (de nom civil Jacques Pantaléon) el va promoure cardenal.

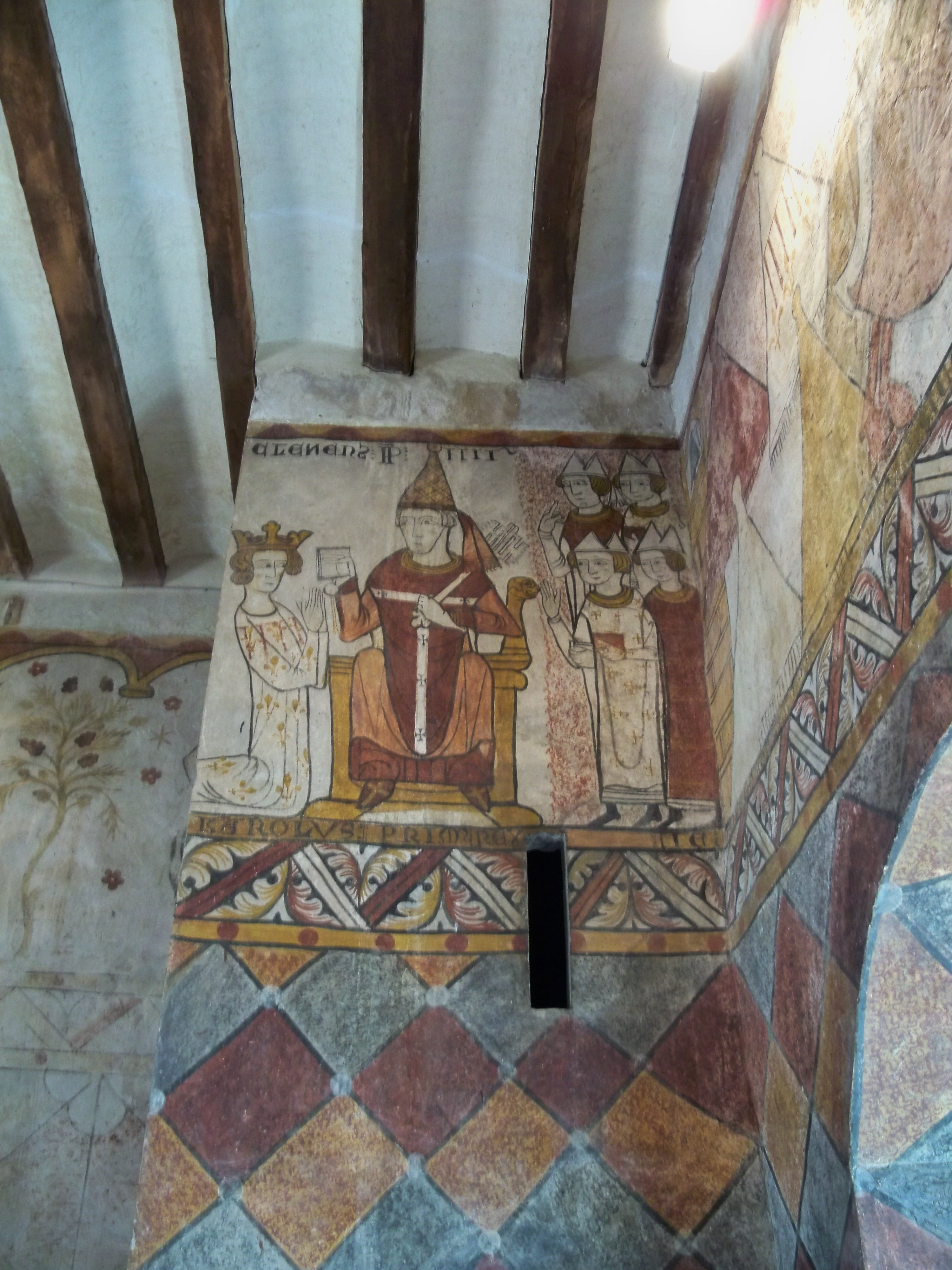
Climent IV i Carles I d'Anjou en la investidura del monarca (Fresc de la Tour Ferrande a Pèrnas dei Fònts, Valclusa, França)

De 1262 a 1264 era el legat papal a Anglaterra. El 1263 va ser promogut cardenal penitenciari major.
El conclave reunit a Perusa primer es va ocupar de la qüestió si calia continuar la guerra contra els Hohenstaufen amb l'ajuda de Carles I d'Anjou. Era una qüestió preliminària per resoldre la tria política d'un nou papa. Uns quatre mésos després de la mort d'Urbà IV, el 2 octubre de 1264, el conclave reunit l'hi va convocar al febrer després que l'havien elegit per unanimitat in absentia. Va ser consagrat el 15 de febrer de 1265 a Viterbo.
El fet més significatiu durant el seu pontificat va ser l'enfrontament que va desencadenar la desaparició de la dinastia dels Hohenstaufen, casa que havia subministrat els emperadors del Sacre Imperi Romanogermànic des de 1138. Seguint la política dels seus predecessors de frenar Manfred, fill del mort emperador Frederic II, va oferir la corona del Regne de Sicília a Carles d'Anjou, germà del rei francès Lluís IX. Climent IV va començar llavors la predicació d'una croada siciliana que va culminar amb l'organització d'un exèrcit que va derrotar Manfred en la batalla de Benevent (1266), que hi va morir. Només quedava un membre de la dinastia, Conradí de Suàbia, nebot de Manfred i fill de Conrad IV. En un intent de recuperar la corona de Sicília s'enfrontà en 1267 a Carles d'Anjou en la batalla de Tagliacozzo. Hi va ser fet pres i poc després va ser executat a Nàpols.
Les profecies de Sant Malaquies es refereixen a aquest papa com Draco depresus (El drac perdut o vençut), citació, que fa referència al fet que al seu escut d'armes apareix una àguila empresonant entre les seves grapes un drac.
Va morir a Viterbo el 1268 sense mai no estar-se a Roma.

## Obra destacada
- Quaestiones quindecim ad inquisitores[8]